# 435. strelska divizija (ZSSR)
435. strelska divizija (izvirno rusko 435. стрелковая дивизия; kratica 435. SD) je bila strelska divizija Rdeče armade v času druge svetovne vojne.

## Zgodovina
Divizija je bila ustanovljena 22. decembra 1941 v Uralskem vojaškem okrožju. 22. januarja 1942 je bila preimenovana v 164. strelsko divizijo.